# Senado de Irlanda
El Seanad Éireann (pronunciado [ˈʃan̪əd̪ ˈeːɾʲən̪], /shánad érian/) es el senado de la República de Irlanda, la cámara alta del Oireachtas, el parlamento nacional. Al contrario que la Dáil Éireann, el Seanad Éireann no lo eligen directamente los ciudadanos, sino que sus miembros son elegidos de varios modos. Sus competencias son menores que las de la Dáil, por lo que sólo puede retrasar la entrada en vigor de las leyes con las que no está de acuerdo, sin poder de veto alguno. Se reúne en la Leinster House de Dublín.

## Composición
El Seanad Éireann consiste en sesenta miembros:
- Once elegidos por el Taoiseach.
- Seis elegidos por los graduados de ciertas universidades irlandesas:

- Tres por los graduados de la Universidad Nacional de Irlanda.
- Tres por los graduados de la Universidad de Dublín (generalmente conocida como Trinity College).

- Cuarenta y tres elegidos desde cinco paneles especiales de candidatos por un electorado consistente en los diputados, senadores y concejales locales. Cada uno de estos panales consiste, en teoría, de individuos que poseen conocimientos específicos o experiencia en alguno de estos cinco campos:

- Enseñanza, arte, idioma irlandés y cultura y literatura irlandesa.
- Agricultura y pesca.
- Trabajo (organizado y de otros modos).
- Industria y comercio (incluyendo ingeniería y arquitectura).
- Administración pública y servicios sociales (incluyendo el voluntariado).

Bajo la Constitución de Irlanda, las elecciones generales para el Senado deben ocurrir en no más de 90 días desde la disolución de la Dáil Éireann (la cámara baja). Las elecciones utilizan el sistema de representación proporcional por medio del voto único transferible o STV. La membresía está abierta a todos aquellos que también pueda ser elegidos en la Dáil, pero un senador no puede ser miembro de la cámara baja.

## Poderes
Los poderes del Séanad Éireann son parecidos vagamente a los de la Cámara de los Lores británica. Fue diseñado para desempeñar un papel consultivo y de revisión que para ser igualado a la Dáil. Mientras que intencionadamente cada acto del Oireachtas debe recibir el asentamiento del Senado, en la práctica sólo puede retrasar las decisiones de veto de la Dáil. La constitución impone las siguientes limitaciones a los poderes del Senado:
- En caso de que un proyecto de ley aprobada por la Dáil Éireann que no recibió el asentamiento del Senado en un plazo de noventa días, Dáil puede, en los siguientes 180 días, resolver que la medida ha sido "estimada" de ser aprobada por el Senado.

- Los proyectos de ley monetarios, como el presupuesto, pueden ser estimadas haber sido aprobadas por el senador después de 21 días.

- En el caso de un proyecto de ley urgente, el tiempo que ha de expirar antes de ser estimada para haber sido aprobada por el Senado puede reducirse por el Gobierno, con la concurrencia del Presidente (sin embargo, esto no se aplica en los proyectos para enmendar la constitución).

- El hecho de que once senadores sean elegidos por el Taoiseach normalmente asegura que el Gobierno, que debe tener el apoyo de la Dáil, también goce de la mayoría en el Senado.

La constitución, sin embargo, concede ciertos medios por los cuales puede defender sus prerrogativas de una Dáil excesivamente entusiasta:
- El Senado puede, por una resolución, pedir al Presidente que designe un Comité de Privilegios para juzgar si un proyecto de ley en particular es monetario o no. El Presidente, sin embargo, puede rechazar esta petición.

- Si una mayoría de senadores y al menos un tercio de los miembros de la Dáil presenta una petición al Presidente indicando que un proyecto de ley es de gran importancia nacional, el presidente puede declinar firmar el proyecto hasta que sea referido al pueblo. Esto significa que pueden rechazar firmarlo hasta que sea aprobado en un referéndum ordinario o por la Dáil reconstituida tras unas elecciones generales.

## Actividades
El Seanad Éireann adopta sus propios preceptos permanentes y designa a su presidente, conocido como Cathaoirleach, y a un líder del Seanad. El Senado establece comités permanentes y los senadores también participan, junto con los diputados de la Dáil en comisiones mixtas del Oireachtas.
Un máximo de dos senadores pueden ser ministros del Gobierno. El Senado tiene tres comités permanentes, uno de ellos con dos subcomites:
- Comité de Selección.
- Comité de Procedimientos y Privilegios.

- Subcomité de Servicios de los Miembros.
- Subcomité de Reforma del Seanad.

- Comité de Intereses de los Miembros del Seanad Éireann.

## Orígenes históricos

### Primeros precursores
La primera cámara alta parlamentaria de Irlanda fue la Cámara de Lores Irlandesa del Parlamento de Irlanda. Esta era la contrapartida británica consistente en nobles. Después de la abolición del Parlamento de Irlanda en 1800, ningún otro parlamento existió hasta el siglo XX.
En 1919, los nacionalistas irlandeses establecieron la Dáil Éireann, pero se trataba de un sistema unicameral, y no tenía cámara alta. En 1920, el Parlamento de Irlanda del Sur fue establecido por ley británica, con una cámara alta denominada Senado. El Senado de Irlanda del Sur consistía en una mezcla entre los elegidos irlandeses y asignados por el gobierno.
El Senado fue convocado en 1921 pero boicoteado por los nacionalistas irlandeses por lo cual nunca llegó a ser completamente funcional. Fue suprimido al establecerse el Estado Libre Irlandés en 1922, pero un número de sus miembros fueron pronto elegidos para un nuevo senado del Estado Libre.

### El Seanad Éireann del Estado Libre (1922-1936)
El nombre de Seanad Éireann fue utilizado por primera vez como título de la cámara alta del Oireachtas del Estado Libre Irlandés. El primer Seanad consistía en una mezcla de miembros elegidos por el Presidente del Consejo Ejecutivo y miembros elegidos indirectamente por la Dáil.
El presidente W.T. Cosgrave acordó utilizar sus elecciones para conceder una representación adicional a la minoría protestante del estado. Se pensó que la membresía del Senado sería elegida directamente por el electorado pero después de unas elecciones, en 1925, este sistema fue abandonado a favor de una forma de elección indirecta.
El Senado del Estado Libre fue suprimido en 1936 después del retraso de algunas propuestas del Gobierno para cambios constitucionales.

### La Constitución de Irlanda (1937-)
El Seanad Éireann moderno fue establecido por la Constitución de Irlanda en 1937. Cuando el documento fue adoptado se decidió preservar los títulos de Oireachtas, para la legislatura, y de Seanad Éireann para la cámara alta, que se había utilizado durante el Estado Libre Irlandés.
Este nuevo Seanad estaba considerado como el sucesor del anterior y de este modo era referido como el Segundo Seanad. El nuevo sistema de los paneles utilizados para nominar a los candidatos para el Senado estaba inspirado en las enseñanzas sociales de la Iglesia católica de los años 1930, en especial de la encíclica de 1931 Quadragesimo Anno.

## Peticiones de reforma
Desde 1928 doce informes oficiales se han publicado para reformar el Seanad, incluyendo la completa eliminación de la cámara. Las críticas se han referido a la debilidad del Senado y estar dominado por el Gobierno del momento. Hay también acusaciones del patronicio en la selección de sus miembros, siendo los senadores a menudo aliados del Taoiseach o de aquellos que no han conseguido ser elegidos para la Dáil. Muchos senadores han sido posteriormente elegidos como diputados.
También se ha aceptado que el sistema vocacional por paneles no funciona como fue pensado originalmente. Los candidatos raramente tienen experiencia relevante al panel que son elegidos y que, a pesar del proceso de nominación, son los políticos los que realmente eligen al Senado, siendo la elección de los senadores un proceso político dominado por la afiliación política.
Las universidades tienen una tradición importante en la elección de candidatos independientes. No obstante, se argumenta que el sistema de senadores universitarios es elitista.
La composición exacta del Senado estaba fijada originalmente por la constitución. Sin embargo, en 1979 fue adoptada la Séptima Enmienda, que permitía al Oireachtas extender su elección de los seis senadores universitarios a graduados de otras instituciones.
En abril de 2004, el más reciente informe por un subcomité, recomendado no realizar cambios en los poderes del Senado, aunque sí eliminar el sistema de paneles vocacionales, y que 32 asientos sean por elección directa, entre otras peticiones.

## Miembros del 25º Seanad (2016-presente)
| Partidos | Partidos                                              | Senado    |
| Partidos | Partidos                                              | Senadores |
| -------- | ----------------------------------------------------- | --------- |
|          | Fine Gael Familia de los Irlandeses                   | 19        |
|          | Fianna Fáil Soldados del Destino                      | 14        |
|          | Sinn Féin Nosotros mismos                             | 7         |
|          | Partido Laborista Labour Party, Páirtí an Lucht Oibre | 5         |
|          | Partido Verde Green Party, Comhaontas Glas            | 1         |
|          | Independientes                                        | 14        |